# Leptospira
Leptospira (del grec leptos: prim; i del llatí spira: espiral) és un gènere de bacteris de l'ordre de les espiroquetals, que inclou un petit nombre d'espècies patògenes i sapròfits. Les leptospires foren observades per primera vegada el 1907, en teixit de ronyó d'un pacient descrit inicialment com una víctima fatal de febre groga. Leptospira està constituït per espiroquetes flexibles i helicoidals de 0,1 µm de diàmetre i de 6-20 µm de longitud, amb extremitats incorbades en forma de ganxo. Característicament, presenten tinció de Gram dèbil car tenen la típica estructura de paret gramnegativa. Per la seva visualització s'utilitzen tècniques d'impregnació argèntica.
El terme Leptospira s'utilitza també per un gènere de braquiòpode.

## Història
Les leptospires han estat al planeta des de fa milers d'anys, i se n'han trobat descripcions probables a Mesopotàmia i Egipte, tot i que el seu rol com causants de malalties ha sigut identificat en investigacions relativament recents. La publicació de l'internista alemany Adolf Weil el 1886 és considerada com la primera descripció detallada de la infecció, i la forma ictèrica de la malaltia duu el seu nom. La infecció en realitat ha sigut coneguda i documentada molt abans, amb relats a la literatura associant febres i icterícia en grangers, inundacions i bestiar, des de la Xina i l'Índia fins a Europa. Hipòcrates en parlà, així com Galè i a les campanyes napoleòniques i els viatgers cap a les Amèriques.
Les espiroquetes eren considerades com els causants d'un ample ventall de malalties. Stimpson en 1907, fou el primer a informar de l'aïllament d'una leptospira d'un pacient humà, descrivint la concentració de l'organisme als túbuls renals. Stimpson li donà al nou microorganisme el nom de Spirocheta interrogans a causa de la morfologia de l'organisme en forma de signe d'interrogació.
La Primera Guerra Mundial incrementà les investigacions, a causa de les condicions d'atrinxerament que causaven un increment inusual de la infecció. Els representants d'ambdós fronts de batalla feren descobriments importants sobre l'organisme, els seus serotips i el paper que tenen en les infeccions, i el seu tractament eficaç. El reservori natural fou descobert en les rates a l'Equador i Mèxic entre els anys 1818 i 1819. La majoria del coneixement de la patologia i l'epidemiologia actual fou definit abans del 1940, de manera que la investigació actual està enfocada vers la seqüència de l'ADN i els processos cel·lulars interns que li confereixen a l'organisme la seva virulència, immunitat i la millora en el desenvolupament de mesures profilàctiques.

## Taxonomia
Leptospira, juntament amb els gèneres Leptonema i Turneriella, és membre de la família de les leptospiràcies. Pels seus determinants antigènics, el gènere Leptospira està constituït per dues espècies: L. biflexa i L. interrogans. L. biflexa és una espiroqueta sapròfita de vida lliure sense capacitat patogènica.
Fins als 1999 s'havien descrit disset genomoespècies dins el gènere Leptospira, basades en estudis d'hibridació d'àcids nucleics. Tanmateix, almenys una espècie addicional continua sense nom des de la seva identificació.
Els membres de les Leptospira s'agrupen també en serotips, segons les seves relacions antigèniques. Actualment existeixen més de 200 serotips reconeguts, alguns dels quals són part d'una espècie de leptospira.
A la reunió de l'any 2002 del Comité de Taxonomia de Leptospira de la Unió Internacional de Societats Microbiològiques, aprovaren la següent nomenclatura de Leptospira. El gènere i l'espècie han de ser escrits en cursiva, amb el nom del serotip sense cursiva i la primera lletra en majúscula.
Gènere espècie serotip Nom serotip
Per exemple:
- Leptospira interrogans serotip Australis
- Leptospira biflexa serotip Patoc

### Leptospires patògenes
Leptospira interrogans
Leptospira kirschneri
Leptospira noguchii
Leptospira alexanderi
Leptospira weilii
Leptospira genomoespècie 1
Leptospira borgpetersenii
Leptospira santarosai

#### Leptospires intermèdies o oportunistes
Leptospira inadai
Leptospira fainei
Leptospira broomii

#### Leptospires no patògenes
Leptospira biflexa
Leptospira meyeri
Leptospira wolbachii
Leptospira genomoespècie 3
Leptospira genomoespècie 4
Leptospira genomoespècie 5

## Característiques

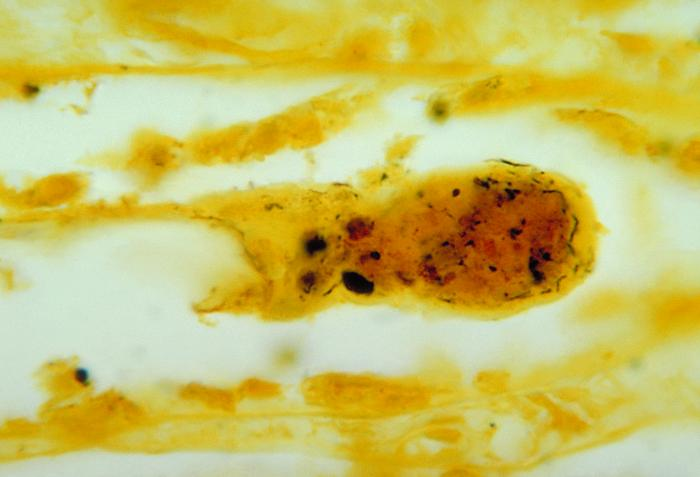
Leptospires observades en teixit de ronyó, utilitzant una tècnica de tinció argèntica.

Les leptospires són organismes molt prims, difícils d'observar en un microscopi de llum corrent. Tot i que s'han descrit més de 200 serotips de Leptospira, tots ells tenen característiques similars. La seva aparença característica és en forma d'espiral de 6-20 micròmetre de llarg i 0,1 µm de diàmetre, amb una distància mitjana entre crestes consecutives d'uns 0,5 µm. En general, un o ambdós extrems de l'organisme estan corbats en forma de ganxo. Sent tan prims, són bacteris que es visualitzen amb més facilitat amb un microscopi de camp fosc. Les leptospires són organismes aerobis obligats, mòbils per l'ús de filaments axials anomenats "axostils" i es divideixen per fissió binària. A causa de la seva estructura en espiral al voltant del seu eix axial, pot haver-hi fins a 20 enrotllaments en funció de la seva longitud total. La capacitat d'envair teixits està també facilitada per la producció de l'enzim hialuronidasa, que altera la permeabilitat del teixit conjuntiu en hidrolitzar l'àcid hialurònic.

### Morfologia
Leptospira té un embolcall cel·lular similar als bacteris gramnegatius, consistent en una membrana citoplasmàtica i una altra d'externa. Tanmateix, la capa de peptidoglicà està associada amb la membrana citoplasmàtica en lloc de la membrana externa, cosa que és únic en les espiroquetes. Els dos flagels de les leptospires s'estenen des de la membrana citoplasmàtica als extrems del bacteri, i a través de l'espai periplasmàtic i són necessaris per a la motilitat del microorganisme.
La membrana externa conté una varietat de lipoproteïnes, proteïnes perifèriques i de transmembrana. Com és lògic, la composició proteica de la membrana externa difereix en comparar les leptospires que creixen en un medi artificial amb les que estan presents en un animal infectat. S'ha demostrat que diverses proteïnes de la membrana exterior s'adhereixen a la matriu extracel·lular i al factor H, una proteïna de control del complement. Aquestes proteïnes poden ser importants en l'adhesió de la leptospira als teixits de l'hoste i en la resistència a les accions del sistema del complement.

### Hàbitat
Les leptospires, tant patògenes com sapròtrofes, poden ocupar diversos ambients, hàbitats i cicles de vida. Generalment es reconeix que aquests bacteris són pràcticament ubics en termes de la seva distribució geogràfica, estant presents a tot el planeta tret de l'Antàrtida. La majoria de Leptospira, tanmateix, són hidròfiles, és a dir, una alta humitat i un pH neutre (6,9-7,4) són essencials per la seva supervivència en reservoris naturals en aigües estancades, aiguamolls, llacunes, estanys i basses, preferits per les leptospires. S'hi ha implicat sovint els rosegadors. És molt freqüent en rates i ratolins; els únics rosegadors que no contenen aquest bacteri són els hàmsters i la seva família.